# Coupe de l'EHF masculine 2005-2006
Navigation
Coupe de l'EHF 2004-2005 Coupe de l'EHF 2006-2007
La Coupe de l'EHF 2005-2006 est la 25e édition de la Coupe de l'EHF masculine.
Organisée par la Fédération européenne de handball (EHF), la compétition est ouverte en 2005-2006 à 56 clubs de handball d'associations membres de l'EHF. Ces clubs sont qualifiés en fonction de leurs résultats dans leur pays d'origine lors de la saison 2004-2005.

## Résultats

### Huitième de finale
| Club                    | Aller   | Total   | Retour  | Club                      |
| ----------------------- | ------- | ------- | ------- | ------------------------- |
| Frisch Auf Göppingen    | 40 – 29 | 72 – 60 | 32 – 31 | Beşiktaş JK               |
| VfL Gummersbach         | 39 – 22 | 67 – 58 | 27 – 20 | Wacker Thoune             |
| TBV Lemgo               | 41 – 25 | 65 – 57 | 24 – 32 | RK Čakovec                |
| KS Kielce               | 37 – 30 | 76 – 69 | 39 - 39 | Viborg HK                 |
| GOG Gudme               | 35 – 32 | 69 – 64 | 34 – 32 | Madeira Andebol SAD       |
| Lukoil-Dinamo Astrakhan | 37 – 32 | 63 – 60 | 26 – 28 | IFK Skövde HK             |
| US Créteil              | 29 – 23 | 55 – 42 | 26 – 19 | Chakhtar Akademia Donetsk |
| ABC Braga               | 25 - 25 | 55 – 56 | 30 – 31 | Bidasoa Irún              |

### Quarts de finale
| Club                | Aller   | Total   | Retour  | Club                    |
| ------------------- | ------- | ------- | ------- | ----------------------- |
| TBV Lemgo           | 33 – 18 | 66 – 49 | 33 – 31 | Lukoil-Dynamo Astrakhan |
| KS Kielce           | 21 – 35 | 55 – 61 | 34 – 26 | US Créteil              |
| VfL Gummersbach     | 35 – 26 | 61 – 56 | 26 – 30 | Bidasoa Irún            |
| GOG Svendborg Gudme | 24 – 29 | 56 – 66 | 32 – 37 | Frisch Auf Göppingen    |

### Demi-finales
| Club            | Aller   | Total    | Retour  | Club                 |
| --------------- | ------- | -------- | ------- | -------------------- |
| VfL Gummersbach | 27 – 29 | 53 – 54  | 26 – 25 | TBV Lemgo            |
| US Créteil      | 30 – 26 | 49 – 49* | 19 – 23 | Frisch Auf Göppingen |

* : Frisch Auf Göppingen est qualifié au bénéfice des buts marqués à l'extérieur

### Finale
| Club                 | Aller   | Total   | Retour  | Club      |
| -------------------- | ------- | ------- | ------- | --------- |
| Frisch Auf Göppingen | 29 – 30 | 51 – 55 | 22 – 25 | TBV Lemgo |